# 黃柏高
黃柏高（英語：Paco Wong Pak Ko，1951年7月29日—），香港著名藝人經理人，有「金牌經理人」之稱。他曾是金牌大風的香港區主席，但現已解約，亦曾先前於華納唱片、正東唱片等唱片公司出任要職。2012年，他正式加盟太陽娛樂文化出任董事總經理至2020年中辭任，暫時未有新動向。而黃柏高曾一手提攜無數著名歌手和藝人，在香港演藝圈影響力深遠。曾合作藝人包括陳百強、林子祥、葉倩文、陳慧琳、鄭秀文、鄭中基、古巨基、鄧麗欣、吳雨霏、薛凱琪、周筆暢等。

## 生平
黃柏高22歲時的第一份工作是在唱片店擔任售貨員。1978年華納唱片在香港設立分公司（其後與百代合併成為華納香港），黄柏高獲聘用在貨倉部工作負責管倉，後因一次偶然下說了一句不屑當時香港音樂的說話，反被唱片公司老闆賞識，其後被調任中文唱片部擔任唱片製作工作，展開其娛樂事業生涯，早年曾參與陳百強歌曲〈漣漪〉的製作。在華納唱片工作的時期，黃柏高曾成功簽下劉德華、郭富城及王傑等歌手。

### 加入寶麗金唱片成立旗下獨立品牌正東唱片
1995年，當時已任職高層的黃柏高因與公司發生磨擦，因此希望牽引一些歌手和音樂製作人離開華納唱片，轉投原寶麗金（現環球唱片）旗下新成立的正東唱片，可惜大部份歌手因舊唱片合約都在公司手上而都沒有轉投。其後，黃柏高仍致力邀請不同的歌手加盟，如當時已各自發展的黃耀明和劉以達（原達明一派成員），其間成功捧紅了許志安，陳慧琳及楊千嬅等舊人和新人。

### 成立金牌經理人有限公司
1998年黃柏高成立金牌經理人有限公司，正式為各個藝人提供經理人服務。

### 自立門戶及經營正式金牌娛樂事業有限公司
2002年，黃柏高離開自己親手成立及經營的正東唱片自立門戶，由於當時上司兼好友鄭東漢 (即鄭中基的父親)離開環球唱片，他亦跟隨而離去，有傳他會加盟百代唱片(EMI)或滾石唱片擔任要職。但後來黃擴大其金牌娛樂（現金牌大風），和百代唱片合作密切。2003年，黃柏高成功與古巨基簽約，為古巨基復出香港樂壇，並成功捧紅了古巨基，令其成為香港樂壇天王。此亦是黃柏高作為經理人及音樂事務其中一個得意之作和為人認識的傳奇。
2003年，黃柏高簽下EMI旗下組合Cookies的經紀約，并只留下鄧麗欣、傅穎、楊愛瑾及吳雨霏四位成員，最終成功挽救這隊面臨解散的組合，并成功捧紅了四位成員。2006年12月，黃柏高跟多年合作的楊千嬅滿約，楊千嬅離開金牌，加盟東亞唱片 (製作)（A Music），令黃柏高未來有一定的損失。
2008年8月，時任金牌娛樂董事總經理的黃柏高及EMI大中華地區主席鄭東漢宣布，與EMI總公司達成協議，以過億元成功收購EMI大中華區業務，並正式改名為金牌大風。而合併之後，金牌大風將會集中發展音樂、電影、藝人經理人、演唱會製作、「華研國際音樂」中國唱片代理發行及EMI國際音樂唱片發行事業。金牌大風更一度包攬了港、台大量一線歌手加盟，在東南亞有一定的地位
2009年5月，黃柏高被擢升為金牌大風香港區主席，向來由他主管的經理人及音樂事務交由陳輝虹接掌，有傳黃柏高開始失勢。
而早於2009年2月約滿的古巨基，便以此為幌子，宣佈不續約金牌大風，轉會至英皇娛樂Music Plus。

### 加盟太陽娛樂文化
2011年1月，黃柏高正式離開金牌大風，據聞可能轉往其他行業。2012年，黃柏高加盟太陽娛樂文化，為電影戀夏戀夏戀戀下監製。2012年1月，黃柏高正式回復自由身，並於新公司太陽娛樂文化東山再起。
2020年，6月初「金牌經理人」黃柏高（Paco）以監製身份出席電影放映會，談到有指他早前患病，並表示：「多謝上天，係幾嚴重，好彩快搵到個好醫生，做完手術恢復咗，都係以前飲酒太多，總之身體係首位，依家要暫停飲酒，係最大懲罰，由舊年7月開始，都差唔多戒咗成年，奉勸大家飲少啲，我都叫做大步檻過。」
同月底消息傳出太陽娛樂減產並裁減人手，黃柏高而於6月底正式離任太陽娛樂。

## 語錄
- 「基仔好，金牌好；金牌好，基仔更好。」
- 「我為鄭中基開拍《龍咁威》，我有信心他會成為第二個周星馳。」
- 「胡彥斌可以像周杰倫那麼厲害，絕對有可能。」
- 「我會幫助吳京進軍荷里活，希望他是繼李連杰後的一個國際打星。」
- 「側田的下一張大碟，最多等待一年，我不能再等待一年零八個月多一次。」
- 「有傳媒說這兩年是小豬的事業高峰期，我跟大家說，現在才是小豬高峰期的開始。」
- 「唱歌跟電影對一個藝人來說同樣重要，所以08年除了為小豬在紅館開演唱會外，更會安排他拍的電影在全亞洲播放。這是我08年的一個重大目標。」
- 「我會在08年為Alex方力申爭取到“最受歡迎男歌手”獎。」
- 「側田絕對是我在自己的音樂工作、經理人事業上最漂亮的一頁。」
- 「陳奕迅和謝霆鋒都好有前途，容祖兒我就始終有保留，不願置評。」
- 「黃柏高真係識UP蘇。」

## 曾合作藝人

### 太陽娛樂文化時期
| 女歌星                      | 女歌星                                  | 女歌星                    | 女歌星                   |
| --------------------------- | --------------------------------------- | ------------------------- | ------------------------ |
| 陳僖儀 （2013年因車禍過世） | 黃佳宜 （因學業及健康理由而退出As One） | 陳慧敏 （已加入棋人香港） | 田蕊妮 （唱片合約）      |
| 鄧麗欣                      | 邱念恩 （因健康理由而退出As One）       | 陳苑澄                    | 雷深如 (於2019年完約)    |
| 男歌星                      |                                         |                           |                          |
| 陳百祥 （唱片歌手合約）     | 符家浚 （歌曲合約）                     | 陳奐仁                    | 小 肥 （已加入棋人香港） |
| 莊冬昕                      | 方力申                                  |                           |                          |
| 組合                        |                                         |                           |                          |
| 太 極 （已加入博美娛樂）    |                                         |                           |                          |
| 女藝人                      |                                         |                           |                          |
| 袁嘉敏                      | 崔碧珈                                  |                           |                          |
| 男藝人                      |                                         |                           |                          |
| 梁烈維 （電影合約）         |                                         |                           |                          |

### 太陽娛樂文化（北京）時期
| 歌星                       | 歌星                        | 歌星   | 歌星                    |
| -------------------------- | --------------------------- | ------ | ----------------------- |
| 章馨月                     | 吳依琳 （香港唱片發行合約） | 戈 銳  | 温兆倫 （唱片發行合約） |
| 韓 磊 （香港唱片發行合約） | 金韓一                      | 鐘純妍 |                         |

### 太陽動力文化傳播（北京）時期
| 歌星                      | 歌星 | 歌星 | 歌星 |
| ------------------------- | ---- | ---- | ---- |
| 葉祖新 （已加入喜天影视） |      |      |      |

### 太陽娛樂文化（台灣）時期
| 歌星                | 歌星                | 歌星                    | 歌星                  |
| ------------------- | ------------------- | ----------------------- | --------------------- |
| 溫 嵐 （嵐圖娛樂）  | 激膚樂團            | 楊丞琳 （樹與天空娛樂） | 吳思賢 （傳奇星娛樂） |
| 蔣卓嘉 （主動音樂） | 潘嘉麗 （摩得娛樂） | 何維健 （摩得娛樂）     | 周湯豪 （天熹娛樂）   |

### 金牌大風時期
金牌經理人
| 戴辛尉 已加盟126唱片 | 傅珮嘉 已加盟博美娛樂 | 馮德倫 已加盟創意經理人公司 | 吳國敬 已加盟香港星跨媒體 |

金牌娛樂
| 林嘉欣                | 楊千嬅 已加盟東亞唱片 (製作) | SE7EN  | 黃品源              |
| 任賢齊 已加盟東亞唱片 | 張智堯                       | 鄧健泓 | 林峯 已加盟天高娛樂 |
| 許懷欣 （代理）       |                              |        |                     |

金牌大風
| 林憶蓮 已加盟環球唱片                   | 楊愛瑾 已加盟種星堂             | 傅穎 已加盟星皓娛樂             | 唐素琪                       |
| 吳雨霏 已加盟新藝寶唱片                 | 朱紫嬈 已加盟Art Star           | 陳思彤                          | 吳京                         |
| 古巨基 已加盟英皇娛樂                   | 蘇永康 已加盟華星唱片及大岳娛樂 | 森美                            | 林海峰 已加盟東亞唱片 (集團) |
| 胡清藍                                  | 側田 已加盟東亞唱片 (集團)      | 梁漢文 已加盟華星唱片及大岳娛樂 | RubberBand 已加盟寰亞唱片    |
| 鄭中基 已加盟奇幻創想娛樂及自立機動娛樂 | 周筆暢已加盟樂華娛樂            |                                 |                              |

### 環球唱片時期
正東唱片
| 陳慧琳 | 李樂詩 | 容祖兒 | 林楚麒 |
| 李沁怡 | 傅薇   | 黃耀明 | 馬浚偉 |
| 張克帆 | 施易男 | 黃仲齊 | 沈依智 |
| 陳志朋 |        |        |        |

新藝寶唱片
| 陳慧嫻 | 陳慧珊 | 陳潔儀 | 方皓玟   |
| 林保怡 | 張智霖 | 范曉萱 | 有耳非文 |

上華唱片
| 許茹芸   | 許美靜   | 張學友 | 熊天平 |
| 迪克牛仔 | 動力火車 |        |        |

### 華納唱片時期
| 葉蒨文 | 羅敏莊 | 黎姿   | 劉德華 |
| 郭富城 | 陳百強 | 林子祥 | 王傑   |
| 鍾鎮濤 | 張衛健 | 劉錫明 | 杜德偉 |
| 林志穎 | Beyond | 蘇有朋 |        |

## 外部連結
- 太陽娛樂文化 （页面存档备份，存于）
- 黃柏高的新浪微博